# Perú en los Juegos Suramericanos de la Juventud
Perú participa en los Juegos Suramericanos de la Juventud desde la primera edición, realizada en Lima en el 2013.

## Delegaciones
Para los Juegos Suramericanos de la Juventud 2013, Perú acudió con una delegación de 158 atletas los cuales participaron en 19 disciplinas deportivas. Para los Juegos Suramericanos de la Juventud 2017, Perú acudió con una delegación de 76 atletas los cuales participaron en 12 disciplinas deportivas.

## Medallero histórico
| Sede          | Posición | Oro | Plata | Bronce | Total |
| ------------- | -------- | --- | ----- | ------ | ----- |
| Lima 2013     | 6/14     | 9   | 23    | 36     | 68    |
| Santiago 2017 | 7/14     | 7   | 10    | 23     | 40    |
| Rosario 2021  | 7/13     | 11  | 18    | 16     | 45    |
| Total         | 7/15     | 27  | 48    | 72     | 147   |